# Cimetière de L'Haÿ-les-Roses
Le cimetière de L'Haÿ-les-Roses est le cimetière municipal de la ville de L'Haÿ-les-Roses dans la grande banlieue parisienne du Val-de-Marne.

## Histoire et description
Le cimetière a été ouvert à son emplacement actuel en 1822. Il a été agrandi en 1865 et en 1945. La partie ancienne du cimetière a été préservée. Il est dominé près de l'entrée par un dais pyramidal, tombe de l'industriel local et maire de la ville, Pierre Bronzac (1787-1870), et un haut monument aux morts est érigé au milieu de la place coupant l'allée principale, œuvre d'Arthur Bulard.

## Personnalités inhumées
- René Baudichon (1878-1963), sculpteur
- Émile Baudson (1874-1956), sculpteur et historien de l'art
- Arthur Bernède (1871-1937), romancier, auteur du roman Belphégor
- Arthur Bulard (1870-1958), sculpteur
- Ketty Chaix (1924-1978), dernière conductrice de fiacres à Paris
- Eugène Chevreul (1786-1889), chimiste, membre de l'académie des sciences et maire de la ville (chapelle)
- Famille Dispan de Floran: Louis (1863-1922), professeur au lycée Lakanal, fondateur de la section locale de la ligue des droits de l'homme ; Thérèse (1857-1933), son épouse, militante socialiste et pacifiste du rapprochement franco-allemand[2] ; Suzanne (1900-2000), leur fille, soliste à l'orchestre Pasdeloup, aux concerts Lamoureux et aux concerts Colonne
- François Dyrek (1933-1999), comédien
- Gaston Gandon (1872-1941), graveur, notamment de timbres
- Alfred Lepère (1827-1904), peintre et sculpteur, prix de Rome 1852 et son épouse, Désirée Maucuit (1823-1891), peintre[3]
- Rouben Mélik (1921-2007, poète d'origine arménienne et son épouse Ella Turkian (1919-1997), sculptrice
- Adolphe Steinheil (1850-1908), peintre, fils du suivant
- Auguste Steinheil (1814-1885), peintre
- Édouard Toudouze (1848-1907), peintre et illustrateur, fils du couple suivant
- Gabriel Toudouze (1811-1854), architecte, peintre et graveur et son épouse Anaïs Toudouze, née Colin (1822-1889), illustratrice de mode
- Gustave Toudouze (1847-1912), écrivain, fils du couple précédent (buste par Camille Alaphilippe) avec son fils Georges-Gustave Toudouze (1877-1972), romancier et nationaliste breton (médaillon par Paul Landowski)
- Anne-Marie Walsin-Esterhazy (-1944), née de Nettancourt-Vaubécourt (-1944), veuve d'Esterhazy, le protagoniste de l'Affaire Dreyfus

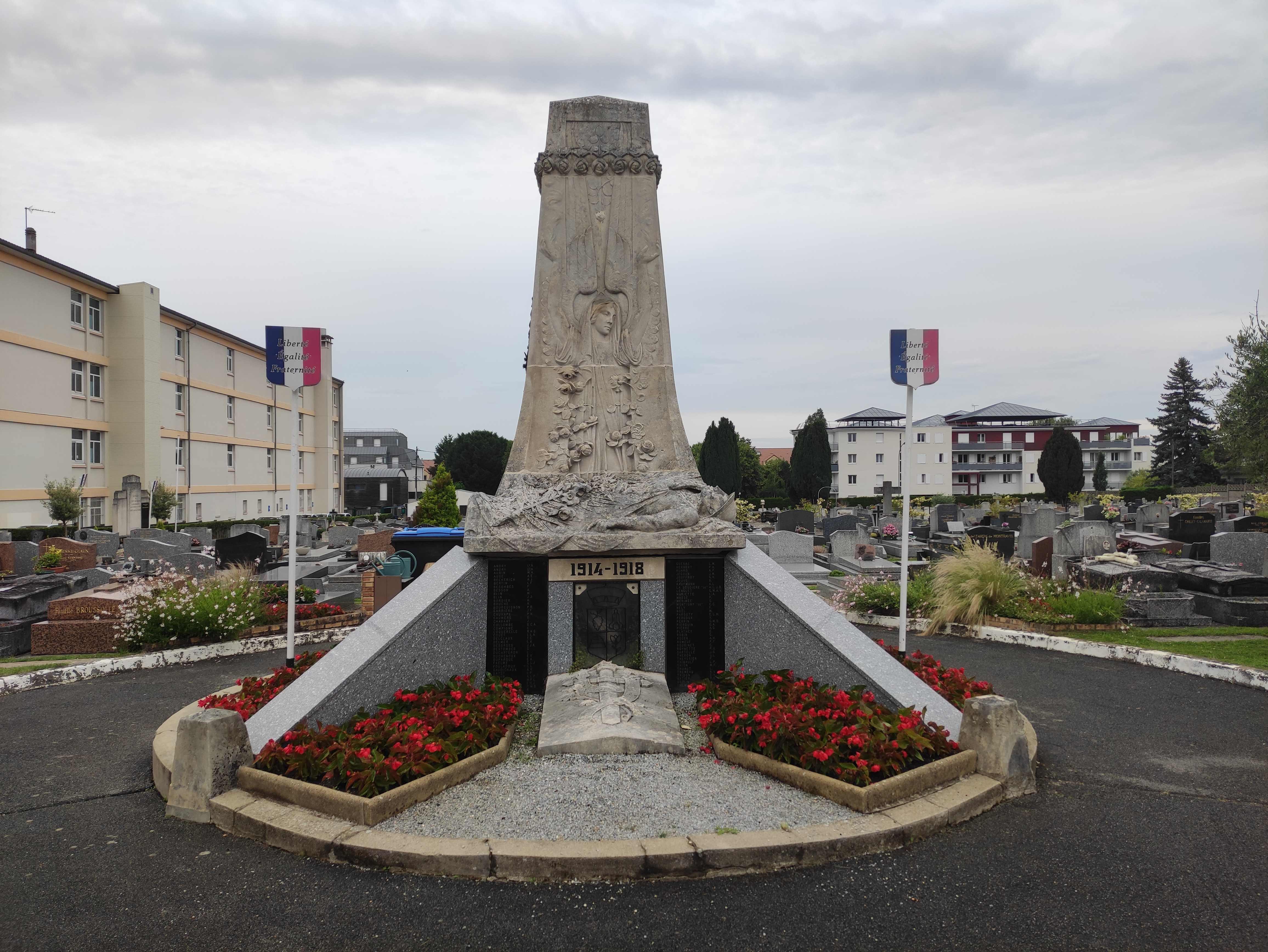
Monument aux morts 1914-1918
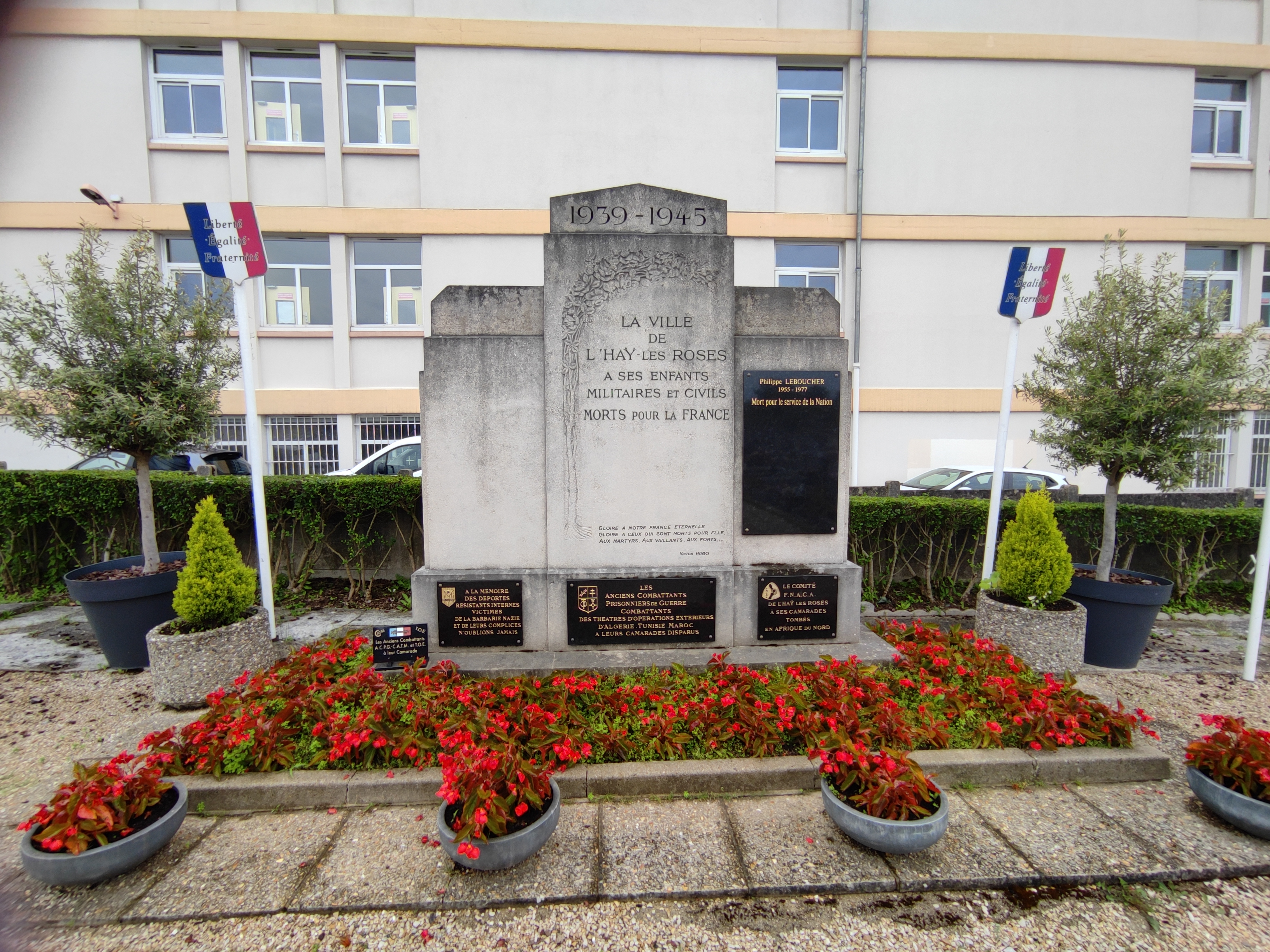
Monument aux morts 1939-1945
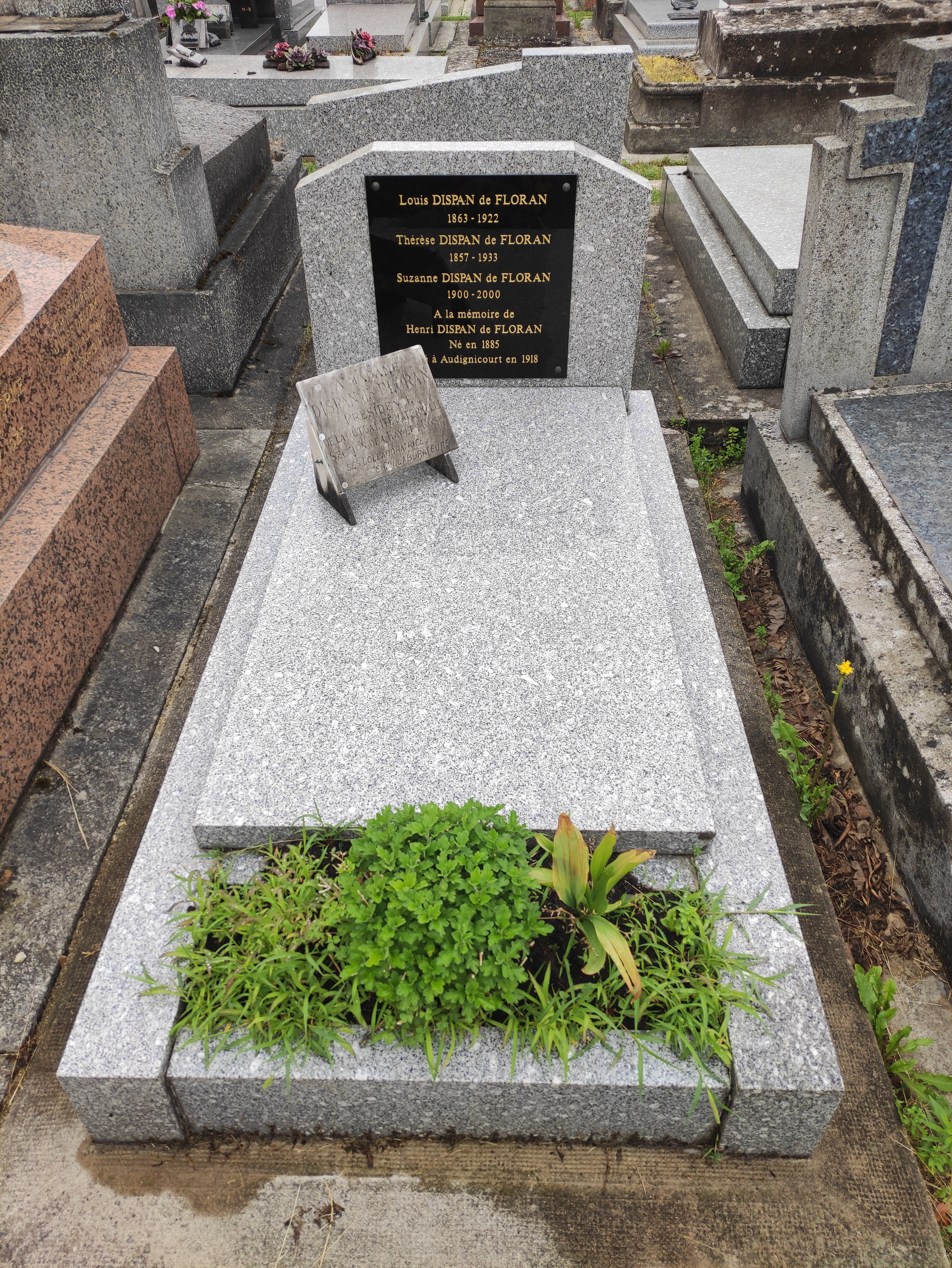
Tombe de la famille Dispan de Floran
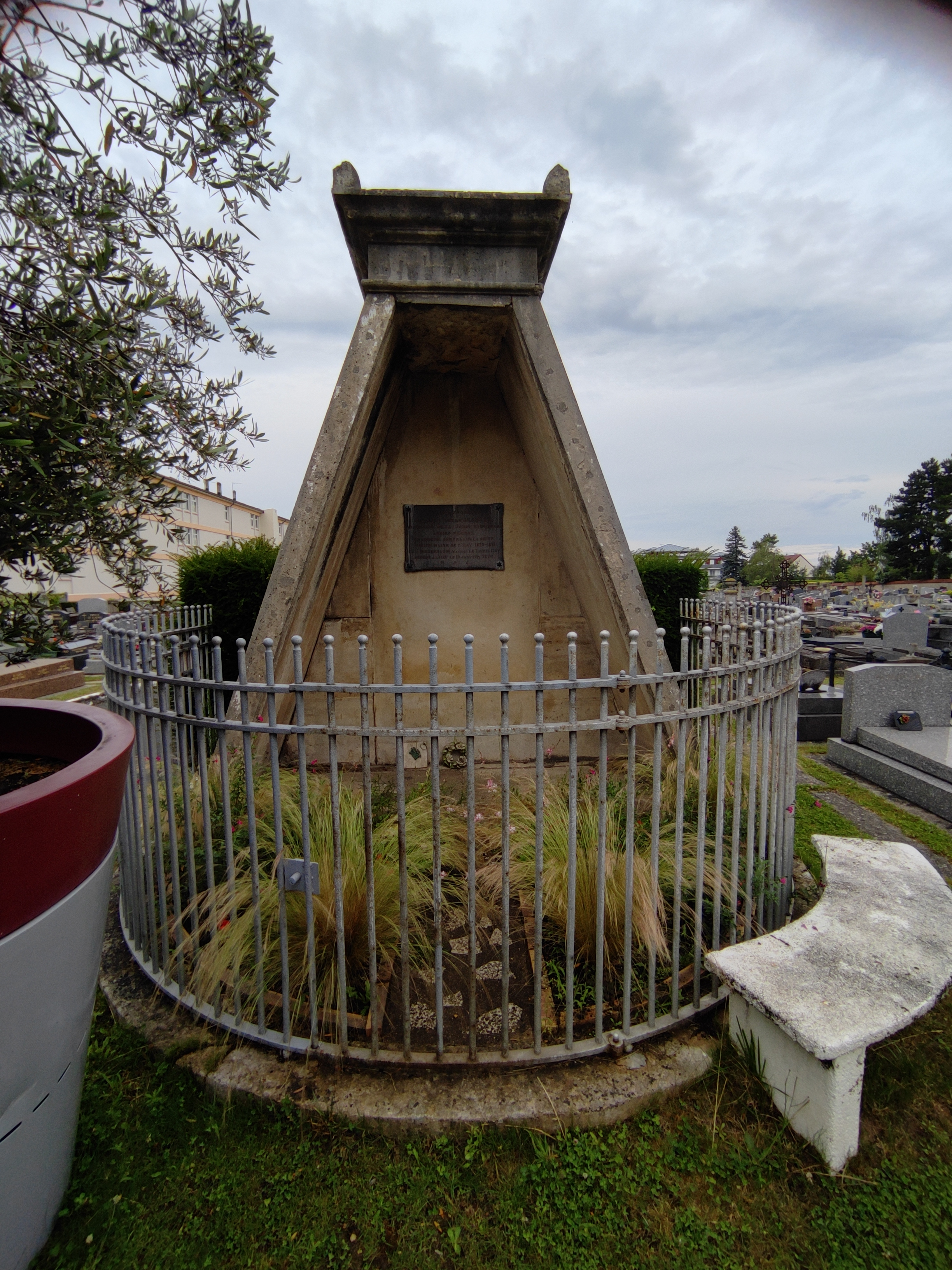
Tombe de Pierre Bronzac